# Марко Деспотовић
Марко Деспотовић (Пљевља, 24. јул 1994) црногорски је фудбалер који тренутно наступа за Реал из Подунаваца.

## Каријера
Деспотовић је до 16. године био у млађим категоријама Рудара из Пљеваља. Касније је играо за омладинце Црвене звезде. У сениорском узрасту најпре је наступао за Јединства с Уба, у Зони Дрина и Српској лиги Запад. После тога је одиграо полусезону за Раднички из Обреновца, а у екипу Омладинца из Нових Бановаца прешао је из Бежаније. Одатле је каријеу наставио у Дунаву из Старих Бановаца чији је члан био до 2018. Затим је поново приступио Бежанији. Забележио је 17 наступа у Првој лиги Србије за такмичарску 2018/19. Наредне сезоне је играо за Будућност из Добановаца. Вратио се у Омладинац из Нових Бановаца а годину дана касније прешао у Раднички 1912 где је провео календарску 2021. Почетком следеће године приступио је краљевачкој Слоги. Средином 2022. прешао је у редове ГФК Јагодине и ту провео полусезону. Од 2023. је по други пут постао фудбалер краљевачке Слоге. Екипа је по окончању 2022/23. испала у нижи степен такмичења.